# 4-硝基苯硫酚
4-硝基苯硫酚是一种有机硫化合物，化学式为HSC
6H
4NO
2。它可由4-硝基碘苯和硫在碘化亚铜和碳酸钾存在下反应，再经硼氢化钠或三苯基膦/盐酸还原制得。它和氯气的四氯化碳溶液（14%）在−20 °C反应，可以得到4-硝基苯基氯化硫。